# Eutectoïde
Een eutectoïde is een mengsel van twee of meer elementen die samen een lager smeltpunt hebben dan de beide componenten waar het mengsel uit bestaat. Bij een eutectoïde wordt een vaste stof omgezet in een samenstelling van twee (of meer) vaste stoffen: γ → α + β. In het fasediagram (ijzer-koolstofdiagram) rechts is met letter A een eutectoïde aangegeven.
Als stof γ geen vaste stof is, maar een vloeistof (L → α + β), dan spreekt men van een eutecticum. De beschrijving van een eutecticum geldt ook voor eutectoïdes. Men dient echter wel rekening te houden met het feit dat diffusie in vaste stoffen langzamer kan verlopen dan in vloeistoffen of fasen waarin een vaste stof is opgelost in een vloeistof. Bij snelle afkoeling zal een eutectoïdische samenstelling daarom sterker afwijken van de theorie dan een eutectische samenstelling.

## IJzer-koolstofdiagram

Fasendiagram met een eutectoïde en eutecticum

Een eutectoïde is een samenstelling van twee stoffen, die een omzetting ondergaat bij een vaste temperatuur, dus alsof het een zuivere stof was, maar waarbij die omzetting de fase niet verandert, zoals dat bij een eutecticum wel het geval is. Als we bijvoorbeeld kijken naar het diagram Fe-C voor staal, dan zien we een eutectoide bij A: 727 °C en 0,78% C. Het is een eutectoïde, omdat de fase j erboven ook vast is, namelijk austeniet. Het punt B daarentegen is een echt eutecticum, namelijk ledeburiet, omdat de fase q erboven de vloeibare smelt is.
In literatuur verwijst men dikwijs naar het eutectoïde. Als men bijvoorbeeld spreekt van hypo-eutectoïdisch staal, dan bedoelt men staal tot lijn A met minder dan 0,78% C. In dezelfde zin is hypereutectoïdisch staal dan staal vanaf lijn A tot lijn B met meer dan 0,78% C. De zin van de ietwat omslachtige benamingen bestaat erin, dat de percentages koolstof kunnen veranderen als legeringselementen toegevoegd worden, wat vrijwel altijd het geval is.